# Ріхард Пуцір
Ріхард Пуцір (нім. Richard Putzier; 25 лютого 1890, Царнеков — 17 липня 1979, Гамбург) — німецький військово-повітряний діяч, генерал авіації люфтваффе. Кавалер Німецького хреста в сріблі.

## Біографія
17 березня 1911 року вступив в 24-й польовий артилерійський полк. Учасник Першої світової війни, з вересня 1914 року — спостерігач 18-ї піхотної дивізії. 17 вересня 1915 року переведений спостерігачем в 11-й польовий авіаційний загін. Потім служив в різних загонах і авіапарках. З 27 квітня 1918 по 1 лютого 1919 року — командир 250-го авіазагону. Після демобілізації армії залишений в рейхсвері. Служив в артилерії, в 1925-29 і 1930-34 роках — командир батареї 2-го артилерійського полку. 1 квітня 1934 року переведений в люфтваффе. Пройшов курс підготовки в бомбардувальному училищі в Пренцлау (1935). З 1 січня 1936 року — командир авіагрупи «Фассберг», з 1 березня 1937 року — 157-ї бомбардувальної ескадри «Бельке», з 1 лютого 1939 року — 3-ї авіадивізії. Учасник Польської кампанії. З 28 вересня 1939 року — генерал для особливих доручень при штабі 4-го, з 1 лютого 1940 року — 2-го повітряного флоту. 27 травня 1940 року призначений виконувачем обов'язків командира 7-ї авіадивізії. З 21 січня 1941 року — начальник 1-ї авіаційної області (зі штаб-квартирою в Кенігсбергу), а з 16 серпня 1943 року — 26-ї польової авіаційної області (зі штаб-квартирою в Ризі). З 4 вересня 1944 року — начальник штабу зв'язку ОКЛ «Захід». 1 листопада 1944 року переведений в резерв ОКЛ. 8 травня 1945 року взятий в полон союзниками. 14 травня 1947 року звільнений.

## Звання
- Фанен-юнкер (17 березня 1911)
- Фенріх (18 листопада 1911)
- Лейтенант (18 серпня 1912)
- Оберлейтенант (27 січня 1916)
- Гауптман (1 червня 1922)
- Майор (1 лютого 1933)
- Оберстлейтенант (1 жовтня 1934)
- Оберст (1 жовтня 1937)
- Генерал-майор (1 лютого 1939)
- Генерал-лейтенант (1 січня 1941)
- Генерал авіації (1 липня 1942)

## Нагороди
- Залізний хрест 2-го і 1-го класу
- Нагрудний знак пілота-спостерігача (Пруссія)
- Орден Альберта (Саксонія), лицарський хрест 1-го класу з мечами
- Королівський орден дому Гогенцоллернів, лицарський хрест з мечами
- Пам'ятний знак пілота (Пруссія)
- Почесний хрест ветерана війни з мечами
- Медаль «За вислугу років у Вермахті» 4-го, 3-го, 2-го і 1-го класу (25 років)
- Застібка до Залізного хреста 2-го і 1-го класу
- Хрест Воєнних заслуг 2-го і 1-го класу з мечами
- Німецький хрест в сріблі (20 березня 1944)